# Buck Rock Lookout
Le Buck Rock Lookout est une tour de guet du comté de Tulare, en Californie, dans l'ouest des États-Unis. Situé à 2 591 m d'altitude dans la Sierra Nevada, il est protégé au sein du Giant Sequoia National Monument, dans la forêt nationale de Sequoia. Il a été construit en 1923.